# Trisetum
Trisetum là một chi thực vật có hoa trong họ Hòa thảo (Poaceae).

## Loài
Chi Trisetum gồm các loài: